# Jublains
Jublains és un municipi francès situat al departament de Mayenne i a la regió de País del Loira. L'any 2007 tenia 687 habitants.

## Demografia

### Població
El 2007 la població de fet de Jublains era de 687 persones. Hi havia 308 famílies de les quals 100 eren unipersonals (32 homes vivint sols i 68 dones vivint soles), 112 parelles sense fills, 88 parelles amb fills i 8 famílies monoparentals amb fills.
La població ha evolucionat segons el següent gràfic:
Habitants censats

### Habitatges
El 2007 hi havia 388 habitatges, 310 eren l'habitatge principal de la família, 40 eren segones residències i 38 estaven desocupats. 375 eren cases i 12 eren apartaments. Dels 310 habitatges principals, 239 estaven ocupats pels seus propietaris, 69 estaven llogats i ocupats pels llogaters i 2 estaven cedits a títol gratuït; 2 tenien una cambra, 22 en tenien dues, 60 en tenien tres, 83 en tenien quatre i 142 en tenien cinc o més. 207 habitatges disposaven pel capbaix d'una plaça de pàrquing. A 126 habitatges hi havia un automòbil i a 146 n'hi havia dos o més.

### Piràmide de població
La piràmide de població per edats i sexe el 2009 era:
| Homes | Edats   | Dones |
| ----- | ------- | ----- |
| 0     | 95 o +  | 0     |
| 8     | 90 a 94 | 4     |
| 4     | 85 a 89 | 20    |
| 8     | 80 a 84 | 4     |
| 24    | 75 a 79 | 20    |
| 12    | 70 a 74 | 28    |
| 24    | 65 a 69 | 4     |
| 4     | 60 a 64 | 12    |
| 12    | 55 a 59 | 24    |
| 16    | 50 a 54 | 16    |
| 48    | 45 a 49 | 36    |
| 32    | 40 a 44 | 28    |
| 8     | 35 a 39 | 8     |
| 20    | 30 a 34 | 28    |
| 20    | 25 a 29 | 24    |
| 8     | 20 a 24 | 16    |
| 48    | 15 a 19 | 24    |
| 28    | 10 a 14 | 16    |
| 12    | 5 a 9   | 24    |
| 8     | 0 a 4   | 4     |

## Economia
El 2007 la població en edat de treballar era de 441 persones, 334 eren actives i 107 eren inactives. De les 334 persones actives 313 estaven ocupades (168 homes i 145 dones) i 20 estaven aturades (8 homes i 12 dones). De les 107 persones inactives 64 estaven jubilades, 23 estaven estudiant i 20 estaven classificades com a «altres inactius».

### Ingressos
El 2009 a Jublains hi havia 310 unitats fiscals que integraven 723 persones, la mediana anual d'ingressos fiscals per persona era de 17.336 €.

### Activitats econòmiques
Dels 31 establiments que hi havia el 2007, 1 era d'una empresa extractiva, 1 d'una empresa alimentària, 1 d'una empresa de fabricació d'elements pel transport, 3 d'empreses de fabricació d'altres productes industrials, 7 d'empreses de construcció, 3 d'empreses de comerç i reparació d'automòbils, 5 d'empreses d'hostatgeria i restauració, 2 d'empreses financeres, 3 d'empreses de serveis, 3 d'entitats de l'administració pública i 2 d'empreses classificades com a «altres activitats de serveis».
Dels 9 establiments de servei als particulars que hi havia el 2009, 1 era un taller de reparació d'automòbils i de material agrícola, 3 fusteries, 1 electricista, 1 empresa de construcció, 1 perruqueria i 2 restaurants.
Dels 2 establiments comercials que hi havia el 2009, 1 era una fleca i 1 una carnisseria.
L'any 2000 a Jublains hi havia 56 explotacions agrícoles que ocupaven un total de 2.176 hectàrees.

## Equipaments sanitaris i escolars
El 2009 hi havia una escola elemental integrada dins d'un grup escolar amb les comunes properes formant una escola dispersa.

## Poblacions més properes
El següent diagrama mostra les poblacions més properes.